# Geboortegraf-trilogie
De Geboortegraf-trilogie is een serie van drie fantasy-boeken van de Britse schrijfster Tanith Lee. Het eerste deel, Het Geboortegraf  was haar eerste grote roman en het werd genomineerd voor de prestigieuze Nebula Award. De andere twee delen zijn Schaduwvuur en De Witte Heks.
De boeken zijn in de eerste persoon geschreven en behoren tot het  Sword & Sorcery-genre.

## Geboortegraf-trilogie
1. 1975 - Het Geboortegraf (The Birthgrave)
2. 1978 - Schaduwvuur (Vazkor, Son of Vazkor)
3. 1978 - De Witte Heks (Quest for the White Witch)